# Ali Lutfi
Ali Lutfi Mahmud, arab. ‏علي لطفي محمود‎ (ur. 6 października 1935 w Kairze, zm. 27 maja 2018 tamże) – egipski polityk, premier Egiptu od 4 września 1985 do 10 listopada 1986.
Wywodził się z arabskiej ludności Egiptu, z rodziny chamito-semickiej. Studiował na uniwersytecie w Kairze i Lozannie, miał stopień doktora nauk ekonomicznych. Napisał wiele prac naukowych z dziedziny ekonomii. W latach 1978–2011 był członkiem Partii Narodowo-Demokratycznej. W latach 1978–80 był ministrem finansów. 4 września 1985 prezydent Husni Mubarak mianował go premierem Egiptu, a 10 listopada 1986 odwołał z tego stanowiska.